# Johann Felsko
Johann Daniel Felsko (łot. Johans Daniels Felsko, ur. 30 października 1813, w Rydze, zm. 7 października 1902, tamże) – ryski architekt pochodzenia niemieckiego, zwolennik neogotyku.

## Życiorys
W 1844 objął stanowisko naczelnego architekta Rygi, funkcję tę pełnił do 1879.

## Zrealizowane projekty
- Kościół św. Marcina w Rydze

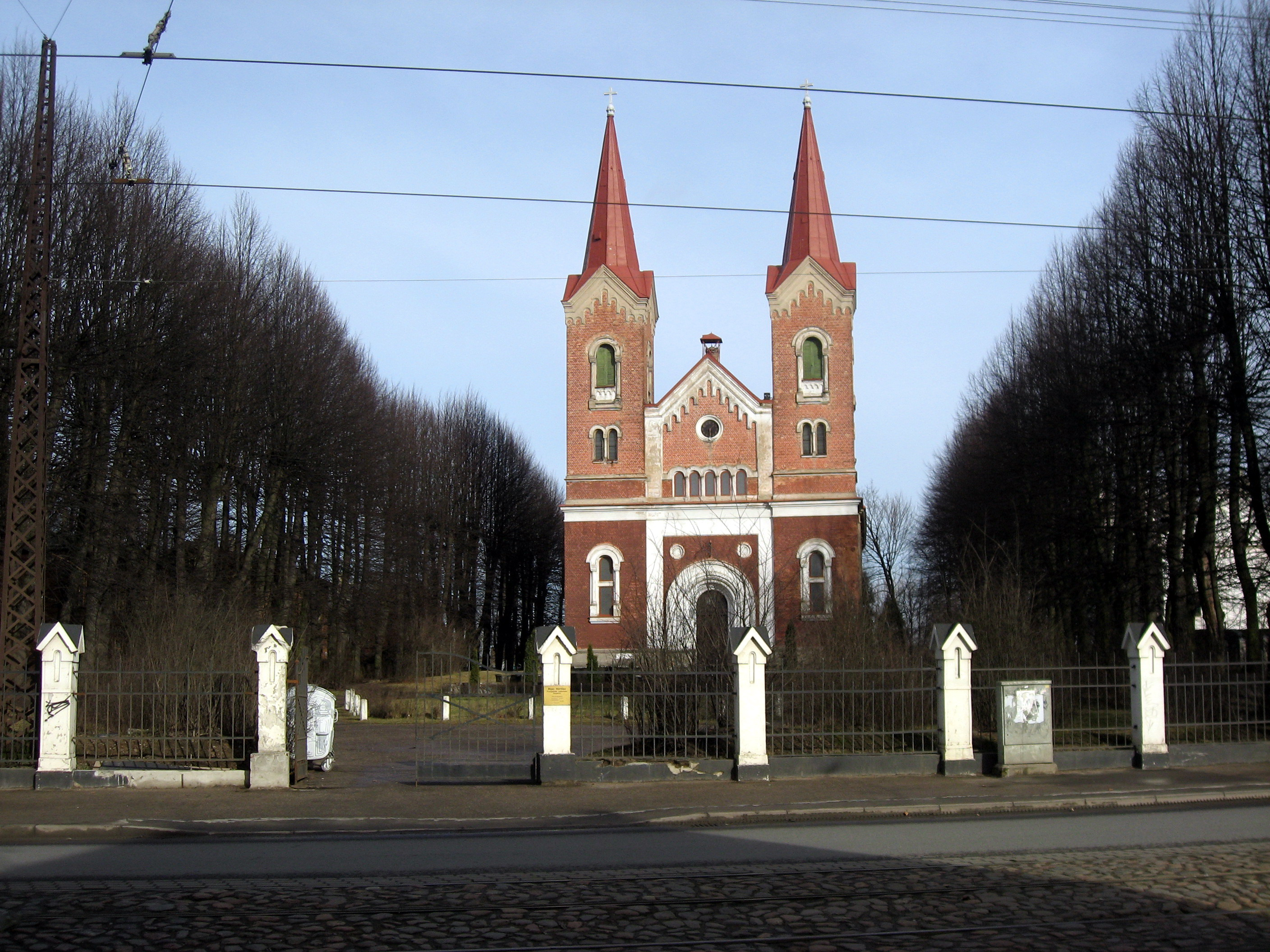
Kościół św. Marcina w Rydze

- Stary kościół św. Gertrudy w Rydze
- Kościół Zbawiciela w Rydze
- Kościół Matki Boskiej Bolesnej w Rydze - przebudowany